# 막이 오르다
《막이 오르다》(일본어: 幕が上がる まくがあがる)는 2012년에 출판된 소설.
2015년에 영화화 되고, 감독은 춤추는 대수사선 시리즈로 유명한 모토히로 카츠유키. 배역은 모모이로 클로버 Z와, 2014년 일경트렌디지에서 '올해의 인물'로 선발된 배우 무로츠요시, 같은 해 베를린 국제 영화제에서 최우수여배우상을 수상한 쿠로키 하루등. 같은 해 무대화 예정.

## 소설
연작가인 히라타 오리자가 자신의 워크샵등에서 관계를 가졌던 고등학교 연극을 테마로 쓴 작품.
캐치프레이즈는 '모든 세대의 가슴을 감격시키는, 2012년 최고의 청춘소설'. 히라타가 제창하는 자연스러운 회화와 대사를 통해 무대를 진행하는 '현대 구어 연극 이론'을, 내용 전개중에 제시하고 있다.. 배우 사카이 마사토가 이하와 같은 코멘트와 함께 추천하고 있다.
한숨에 읽었습니다! 스타니슬랍스키의 '배우수행'과 같은 연기자의 교과서 같은 책이 있습니다만, 이 책은 마치 '연기 수행'입니다. 그러면서도 청춘소설. 공부가 되었습니다.

문체에도 위 이론이 반영되어, '~라는 느낌', '~같은', '~랄까'등의 가볍고 서투른 표현을 이용한 주인공의 일인칭 대사가 많이 쓰여있다.. 서평가 토사 아리아케는 '감동적이라고 평해지는 이 작품의 감동은 이러한 세부의 치밀함에 의해 얻어지고 있다 라고 평가하였다.

## 영화
2015년2월28일개본 예정
감동 모토히로 카츠유키는 춤추는 대수사선 시리즈의 영화 제2편으로 역대 일본 영화 흥행 성적 (실사부문)에서 역대 1위를 이루었다. 그러나 그 후 10년의 기간이 지나, 영화 감독을 그만두려 고민하고 있었다.
그러던 사이 히라타 오리자의 '현대 구어 연극 이론'을 접하여 새로운 활로를 찾았다.
히라타가 주재하는 청년단 (극단)의 세계에 몰두하여, 2010년에는 무대 '연극입문'의 연출을 담당하기에 이른다.
그리고 히라타의 소설 '막이 오르다'에 감명을 받아, '자신의 청춘 드라마나 영화중, 제일 보고 싶은 작품으로 만들지 않으면 않되겠다는 이상한 사명감을 가지게 되어' 영화화에 이르렀다.
모토히로가 주연으로 선발한 것은, 모모타 카나코, 타마이 시오리, 타카기 레니, 아리야스 모모카, 사사키 아야카의 5인.
원작의 등장인물과 성격이 겹치어, '진실된 즐거움, 슬픔, 중요한 것을 깨달어 성작해 가는 줄거리를, 지금 제일 빛나고 있는 소녀들에게 연기를 부탁하고' 싶다는 생각으로 기용하였다.
모모이로 클로버 Z로서 활약중인 5인의 멤버는 키타가와 케이코, 시바사키 코우, 다케우치 유코 등의 여배우가 소속된 연예 기획사 스타더스트 프로모션에 소속되어 있어, 이미 연기 수업을 받고 있었다.
영화 시로메, NHK 크리스마스 드라마 천사와 점프에서 이미 5인이 함께 주역을 맡은 경험이 있었고, 본 영화 촬영에 앞서 히라타 오리자가 지도하는 연기 워크샵을 2개월에 걸쳐 수강하였다.
히라타는 '그녀들은 한 여름에 연기자로서 경이적인 성장을 이루었다', '새로운 한 스텝을 내디디 않았나 라고 생각합니다'라는 강평을 하였다.
감독인 모토히로는, 촬영중 대사를 외우고 와서 아침 일찍부터 대사를 말할 수 있었던 것을 평가하여, '젋은 여배우의 경우, 대기 시간중에는 잠들기도 합니다만, 그녀들은 전혀 그런 순간을 본적이 없다. 그러한 자세가 스태프에도 전하여져서, 좋은 작품을 만들고자 노력하는 효과를 내고 있습니다'라고 전한다.
또한 이 5인에 더불어, 2014년 일경 트렌디에서 '올해의 성공인물'에 정해진 배우 무로 츠요시와, 같은 해 베를린 국제 영화제에서 최우수여배우상을 수상한 쿠로키 하루등이 선발되었다.
각본은, 영화 '키리시마가 동아리활동 그만둔대' (2012년)으로 일본 아카데미상 우수각본상을 수상한 키야스 코헤이가 담당.

### 줄거리
지방의 약소 연극부를 무대로 펼치어 지는 청춘 스토리. 현립 후지가오카 고등학교 3년생 타카하시 사오리는 연극부의 부장. 부원의 연기의 성장이 지지부진 한것에 고민하고 있었다.
그러던 중, 동경에서 신임 교사 요시오카 미사코가 취임. 요시오카는 대학시절 연극의 경험이 있으며 '학생 연극의 여왕'이라 불리었었다.
미인이지만 조금 기인인 요시오카는, 지구대회도 우승한 적이 없는 부원들에게 '나는 가고 싶습니다. 당신들과 전국에. 갑시다, 전국에!'라고 호소한다.
요시오카의 기백에 촉발되어, 사오리등은 전국대회 돌파를 위하여 전력으로 연극에 몰두한다. 연목은 은하철도의 밤.
사오리의 연출하에, 공주 캐릭터인 윳코, 분위기 메이커인 가루루, 견실한 아케미, 연극 강호교에서 전학온 나카시니가 한결같은 마음을 교차해 간다.
자신들은 연기를 통해 무엇이 되는지에 대한 갈등과 함께.
고교 연극 대회는 일년에 단 한번. 그리고 한번 지면 탈락하는 일발승부. 열심히 청춘을 달려나간 5인의 결과는, 그리고 꿈의 건너편에 펼쳐지어 있는 경치는 과연 어떻게 되는가.

### 등장 인물
- 타카하시 사오리(사오리）: 모모타 카나코

현립 후지가오카 고등학교 연극부 부장 3년생
- 하시즈메 유코（윳코）: 타마이 시오리

현립 후지가오카 고등학교 연극부 부원 3년생
- 사이죠 미키（가루루）: 타카기 레니

현립 후지가오카 고등학교 연극부 부원 3년생
- 나카니시 에츠코（나카니시-상）: 아리야스 모모카

현립 후지가오카 고등학교 연극부 부원 3년생
- 카토 아케미（아케미-챵）: 사사키 아야카

현립 후지가오카 고등학교 연극부 부원 2년생
- 요시오카 미사코（요시오카 선생님）: 쿠로키 하루

현립 후지가오카 고등학교 신임 선생
- 미코구치 선생: 무로 츠요시

현립 후지가오카 고등학교 연극부 고문
- 사오리의 어머니: 시미즈 미치코
- 타케다 선생: 시가 코타로

현립 후지가오카 고등학교 국어 교사

### 제작진
- 감독：모토히로 카츠유키
- 각본：키야스 코헤이
- 음악：칸노 유고
- 제작사：로봇 커뮤니케이션즈
- 배급：T-JOY
- 배급협력:도에이
- 제작：'막이 오르다' 제작 위원회 (후지 TV, 도에이, 로봇 커뮤니케이션즈, 덴쓰, 고단샤, 파루코)

## 무대
2015년5월에 상연 예정.
연출은 극장판의 감독 모토히로 카츠유키, 극본은 원작 소설 작가 히라타 오리자, 주요 배역은 영화와 동일.